# Herb powiatu strzyżowskiego
Herb powiatu strzyżowskiego – jeden z symboli powiatu strzyżowskiego, autorstwa Wojciecha Drelicharza, Zenona Piecha oraz Barbary Widłak, ustanowiony 5 sierpnia 2000.

## Wygląd i symbolika
Herb przedstawia na tarczy w polu błękitnym sześciopromienną gwiazdę złotą, pod którą takiż skrzydlaty smok, odwrócony brzuchem do góry i wygięty w formie półpierścienia, z paszczą i ogonem skierowanym ku górze, z zębami srebrnymi. Smok nawiązuje do herbu Strzyżowa, a gwiazda do herbu ziemi sandomierskiej.